# Kids' Choice Awards Colombia 2014
I Kids' Choice Awards Colombia 2014 sono stati la prima edizione colombiana dei Nickelodeon Kids' Choice Awards. Si sono tenuti il 30 agosto 2014 al Teatro Corferias di Bogotà e sono stati presentati dal cantante colombiano Maluma.
L'edizione è stata creata in seguito alla popolarità della serie televisiva colombiana Chica Vampiro e sul modello o dei KCA Messico che, nell'edizione 2013, aveva proposto anche due categorie colombiane.
L'edizione ha visto come ospiti le seguenti celebrità: Mercedes Lambre, Alexa Vega, Natalia París, Carolina Cruz, Sebastián Yepes, Naty Botero, Maleja Restrepo, Pipe Bueno, Jorge Enrique Abello, Lorena García, Laura Tobón e Linda Palma.
Si sono esibiti durante la premiazione: Maluma, Carlos Pena Jr., Jorge Blanco, Cali y el Dandee, Alkilados, Don Tetto, Riva e Nicolás Mayorca.

## Vincitori e candidati
Le votazioni si sono tenute ufficialmente tra il 27 luglio e il 30 agosto (ore 15) del 2014. In grassetto sono evidenziati i vincitori per ciascuna categoria, a seguire i candidati.

### Attore preferito
- Jorge Blanco – Violetta
- Santiago Talledo – Chica Vampiro
- Emiliano Flores – La CQ - Una scuola fuori dalla media
- Omar Murillo – La selección

### Attrice preferita
- Martina Stoessel – Violetta
- Greeicy Rendón – Chica Vampiro/La ronca de oro
- Brenda Asnicar – Cumbia Ninja
- Ana Maria Estupiñan – La ronca de oro

### Artista o gruppo internazionale preferito
- Big Time Rush
- One Direction
- Ariana Grande
- Selena Gomez

### Artista o gruppo colombiano preferito
- Maluma
- Shakira
- Juanes
- Alkilados

### Canzone latina preferita
- 'Nunca me acuerdo de olvidarte, cantata da Shakira
- Llorar, cantata da Jesse & Joy e Mario Domm
- La Luz, cantata da Juanes
- Monalisa, cantata dagli Alkilados

### Sportivo dell'anno
- James Rodríguez
- Mariana Pajón
- Radamel Falcao
- Nairo Quintana

### Serie animata preferita
- Phineas e Ferb
- Adventure Time
- Regular Show
- SpongeBob

### Twitterer preferito
- Fanny Lu
- J Balvin
- Carolina Cruz
- Suso El Paspi

### Programma televisivo preferito
- Chica Vampiro
- Violetta
- La selección
- La CQ - Una scuola fuori dalla media

### Programma internazionale preferito
- Big Time Rush
- Sam & Cat
- Austin & Ally
- Buona fortuna Charlie

### Cattivo preferito
- Mercedes Lambre  – Violetta
- Natalia Reyes – Cumbia Ninja
- Lorena García – Chica Vampiro
- Luis Fernando Ceballos – La CQ - Una scuola fuori dalla media

### Reality show preferito
- El Desafío
- Yo me llamo
- La Voz Colombia/The Voice Colombia
- Colombia tiene talento/Colombia's Got Talent

### Programma radiofonico preferito
- Del 40 al 1, in onda su Los 40 Principales
- La Cama, in onda su Los 40 Principales
- El Gallo, in onda su Radioacktiva
- El Mañanero, in onda su La Mega

### Film preferito
- Frozen - Il regno di ghiaccio (Frozen), regia di Chris Buck e Jennifer Lee
- Captain America: The Winter Soldier, regia di Anthony e Joe Russo
- Monsters University, regia di Dan Scanlon
- Cattivissimo me 2 (Despicable Me 2), regia di Pierre Coffin e Chris Renaud

### App favorita
- Nick App
- Kindle
- Brazil World Cup 2014
- Disney StoryTime

### Sito web preferito
- Mundonick
- Cartoon Network
- Disneylatino
- Discovery Kids

### Videogioco preferito
- Grabbity
- Vampire Season

- Minecraft

### Premio Transforma tu mundo
- Sara Inés Rodríguez Hernández, per Kellogg's Choco Krispis
- Andrés Felipe López, per Kellogg's Zucaritas
- Sergio Andrés Moras, per Kellogg's Froot Loops
- José Luis Cruz Cáliz, per Kellogg's Corn Flakes

### Premio Trayectoria
- Tony Navia